# Csíkozott álszajkó
A csíkozott álszajkó (Trochalopteron virgatum) a madarak osztályának verébalakúak (Passeriformes) rendjébe és a Leiothrichidae családjába tartozó faj.

## Rendszerezése
A fajt Henry Haversham Godwin-Austen angol ornitológus írta le 1874-ben. Sorolták a Garrulax nembe Garrulax virgatus néven.

## Előfordulása
Ázsia déli részén, India és Mianmar területén honos. A természetes élőhelye a szubtrópusi vagy trópusi hegyi esőerdők és magaslati cserjések és legelők. Állandó, nem vonuló faj.

## Megjelenése
Testhossza 23 centiméter, testtömege 123-148 gramm.

## Életmódja
Főleg rovarokkal táplálkozik.

## Természetvédelmi helyzete
Az elterjedési területe nem nagy, egyedszáma viszont csökken, de még nem éri el a kritikus szintet. A Természetvédelmi Világszövetség Vörös listáján nem veszélyeztetett fajként szerepel.